# Arturo Campión
 (mars 2024).
Si vous disposez d'ouvrages ou d'articles de référence ou si vous connaissez des sites web de qualité traitant du thème abordé ici, merci de compléter l'article en donnant les références utiles à sa vérifiabilité et en les liant à la section « Notes et références ».
Arturo Campión Jaimebon ou Arturo Kanpion, né le 7 mai 1854 à Pampelune et mort le 18 août 1937 à Saint-Sébastien, est un écrivain, politicien et académicien basque espagnol de langue basque et espagnole. Arturo Campión peut être considéré comme un des pionniers du nationalisme linguistique, comme le père de cette idée que sont liées la nation et la linguistique chez le peuple basque. Il est le premier à l'avoir très tôt exprimé et de façon novatrice, tout en la replaçant dans un contexte culturel beaucoup plus vaste.

## Biographie
Arturo Campión étudie à l'université d'Ognate (en) jusqu'à l'âge de 19 ans, puis part à Madrid faire des études de droit jusqu'à l'âge de 22 ans (1876).
À seulement 24 ans, il publie son premier livre Consideraciones acerca de la cuestión foral y los carlistas en Navarra (1876) et se lie d'amitié avec le scientifique Antoine d'Abbadie, l'écrivain Jean-Pierre Duvoisin, le linguiste Prince Bonaparte, l'historien Jean de Jaurgain, le philosophe et poète Miguel de Unamuno et autres personnalités de l'époque. Faisant depuis toujours la promotion du basque, il fonde cette année-là, l'Association basque de Navarre. Les positions de l'Association Euskara et la renaissance culturelle basque dont Arturo Campión est la principale figure se manifestent à travers l'organisation de jeux floraux, et la publication de diverses revues : Revista Euskara (1878-1883), Revista de las Provincias Euskaras (1878-1979), Revista de Viscaya (1885) ou Euskal Herria (1880-1918). 
À l'âge de 26 ans, Arturo Campión publie Orreaga (qui est aussi le nom du village basque de Roncevaux), qui est  un volume intéressant sur l'étude de la langue basque. C'est une ballade composée dans le dialecte guipuscoan et accompagnée de traductions en biscayen, labourdin et souletin, et des variantes de dix-huit dialectes basques parlés dans la partie navarraise au Pays basque (1880). À 27 ans, il entame une première série de narrations basques qu'il englobera plus tard dans un livre, sous le titre d'Euskariana. Fantasía y Realidad (1881). À l'âge de 29 ans, Arturo Campión publie l'essai Ensayo acerca de las leyes fonéticas de la lengua Euskara (1883), qui sont des recherches sur les lois phonétiques de la langue basque.
À 30 ans, apparaît dans les librairies Gramática Bascongada de los cuatro dialectos literarios de la lengua euskara (1884), un livre conséquent de 893 pages, et une série encartée de conjugaisons des verbes. L'ouvrage grammatical de Campión est essentiellement conçu pour sauver la langue d'un peuple et affermir sa personnalité. La dimension nationale de la langue basque et les conséquences politiques d'une telle optique sont clairement inscrites dans les propos de Campión : « l'euskara était une valeur inaliénable du peuple basque ». L'année suivante, Victor Hugo. Semblanza (1885) est publié, ainsi que le roman Don García Almoravid en 1889, avec un thème historique fort dramatique.
À l'âge de 36 ans, Arturo Campión écrit sa première œuvre de la très importante série Euskariana. Et deux ans plus tard, un autre récit fictif en prose sur Euskariana sort avec pour sous-titre Fantasía y realidad, premières productions de type roman court. Puis à 39 ans, il fait quelques petites incursions en politique, tant au niveau littéraire avec son livre La batalla chica del señor Nocedal (1893), qu'au niveau politique, en étant député des Cortés comme candidat intégriste mais sans jamais militer dans le parti. 
Au début de sa quarantaine, le nouveau tome d'Euskariana nous démontre combien l'auteur est un grand recherchiste au vu de son travail dans les archives du Royaume. Selon Pierre Lhande « Il ne faut plus s'étonner que M. Arturo Campión parvienne dans ses œuvres à une telle vérité de vie, quand on a connu sa manière de se documenter: ses livres portent la marque de cette observation si directe et si aigüe. » À 45 ans, le deuxième grand roman de genre dramatique, Blancos y Negros (1898) est très chaleureusement accueilli par Unamuno. En 1904, Arturo Campión préside la réunion d'Euskaltzaleen Biltzarra à Irun.
À 51 ans, la troisième partie d'Euskariana porte sur des sujets historiques du Pays basque, avec un travail toujours très fouillé, et l'inclusion d'une étude anthropo-psychologique de la « race  basque » (1905). Puis, s'ensuit dans cette décennie une publication de plusieurs ouvrages littéraires : Discursos políticos y literarios (1907), Conferencia acerca del nacionalismo vasco, en Gernika, imprimé en 1908, La Bella Easo (1909), Orígenes del Pueblo Euskaldun (1910), en collaboration avec la "Geografía del País Vasco-Navarro" et l'imposante et importante étude Nabarra en su vida histórica, qui changea la direction de l'historiographie navarraise (1914). 
La nouvelle édition d'Euskariana porte sur des études et des recherches historiques (1923). Le sujet du premier tome de Orígenes del pueblo euskaldun est sans ambiguïté puisqu'il décrit comme le titre l'indique les origines du peuple basque. Et deux ans plus tard, sort le livre Nabarra en su vida histórica (La Navarre dans sa dimension historique, 1927). 
Le deuxième tome des Orígenes del pueblo euskaldun est publié en 1931, le troisième tome restant inachevé. La onzième édition d'Euskariana, avec des recherches historiques de premier plan est édité en 1934, la douzième en 1936 restera à son tour, elle aussi inachevée.
Campión est membre correspondant de l'Euskaltzaindia ou Académie de la langue basque en Histoire, sciences morales et politiques et de l'Académie royale espagnole. Il occupe la présidence de la Société d'études basques et de la société de culture basque Euskal-Esnalea. 

### Le peuple basque n'existe qu'à travers sa langue
Figure principale d'un mouvement de renaissance culturelle basque qui apparait en Navarre un peu avant la naissance du nationalisme basque, Arturo Campión est souvent en accord avec le nationalisme de Sabino Arana, et ce, sur de nombreux points. Cependant, leurs opinions divergent sur des questions linguistiques et sur le point d'ancrage du nationalisme. Selon Campión « Si on devait considérer la pureté de la race, il n'existerait pas de peuple (...) ce sont la langue et l'histoire qui sont l'expression suprême de la nation. » Il ne considère pas, comme Arana, que la race est au fondement de la nation, pour lui cela n'a pas de sens. Sans nier le fait racial, il affirme qu'on ne peut prendre conscience entière du lien entre les éléments ethniques et historiques si cette prise de conscience ne se manifeste pas dans la langue. Mais surtout, les positions de Campión sur le nationalisme créent un précédent au développement ultérieur d'un nationalisme non pas exclusif comme le nationalisme racialiste, mais intégrateur et fondé sur la volonté d'appartenance au groupe par l'intermédiaire de l'apprentissage de la langue. 
Arturo Campión peut être donc considéré comme le père de cette idée nationale et linguistique, un des pionniers de ce nationalisme linguistique. Derrière une motivation politique générale, pointait aussi une motivation d'ordre géolinguistique : celle d'une Navarre qui perdait son identité basque avec la lente agonie du basque et dont le recul s'accéléra brusquement au cours du XIXe siècle. Les injustices dont était victime le basque sont aussi bien décrites dans ses essais que ces narrations telles que El último tamborilero de Erraondo ou dans Blancos y Negros, en la personne de Martinico.